# Dok
Dok (z nizozemštiny) je zařízení, které umožňuje stavbu a opravy větších a velkých lodí. Někdy se jako doky označují i oddělená, případně uzavíratelná kotviště, která usnadňují nakládání a vykládání například při proměnlivé hladině v důsledku přílivu a odlivu.

Suchý (nahoře) a plovoucí dok

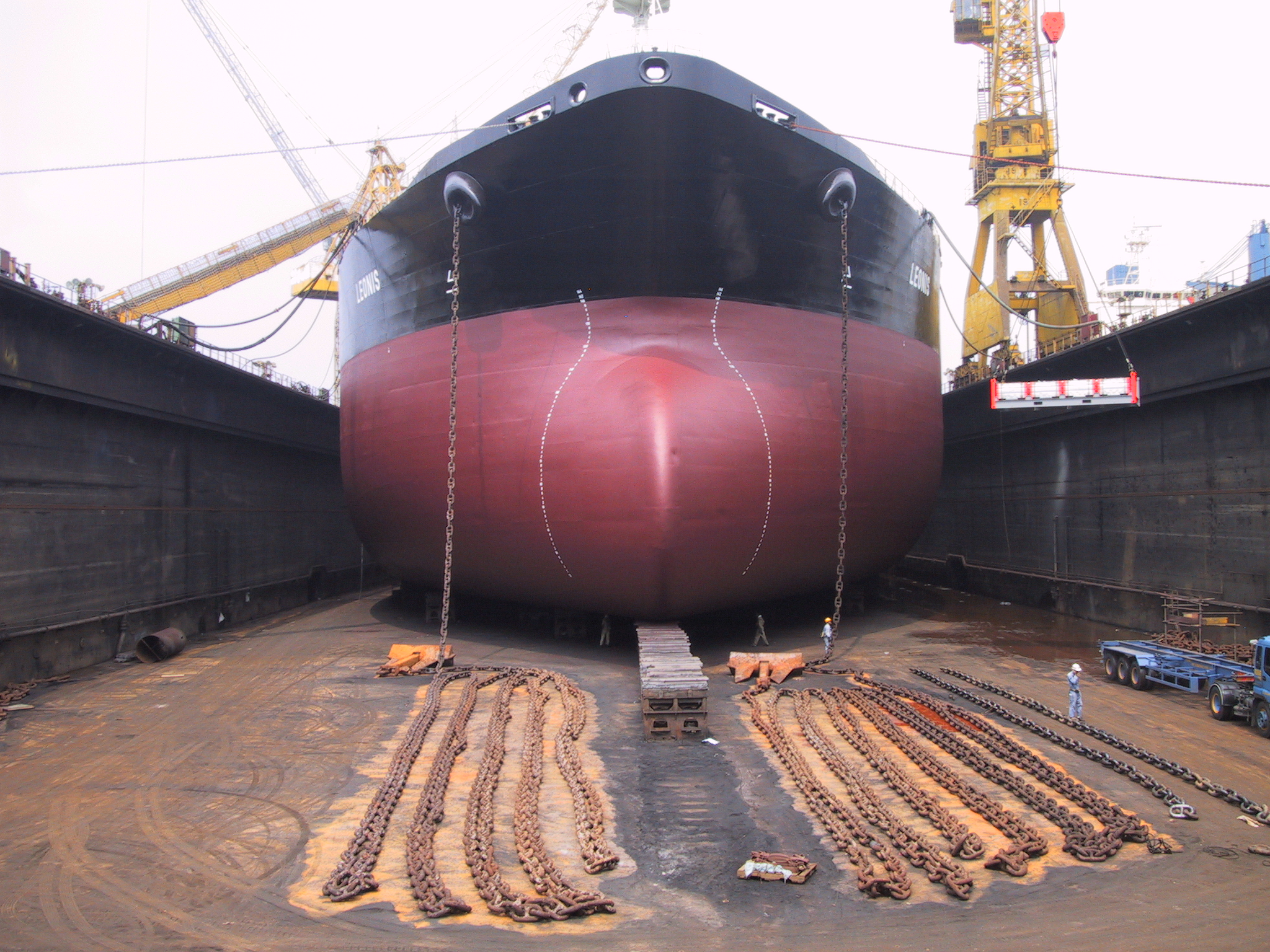
Loď v suchém doku loděnice v Singaporu

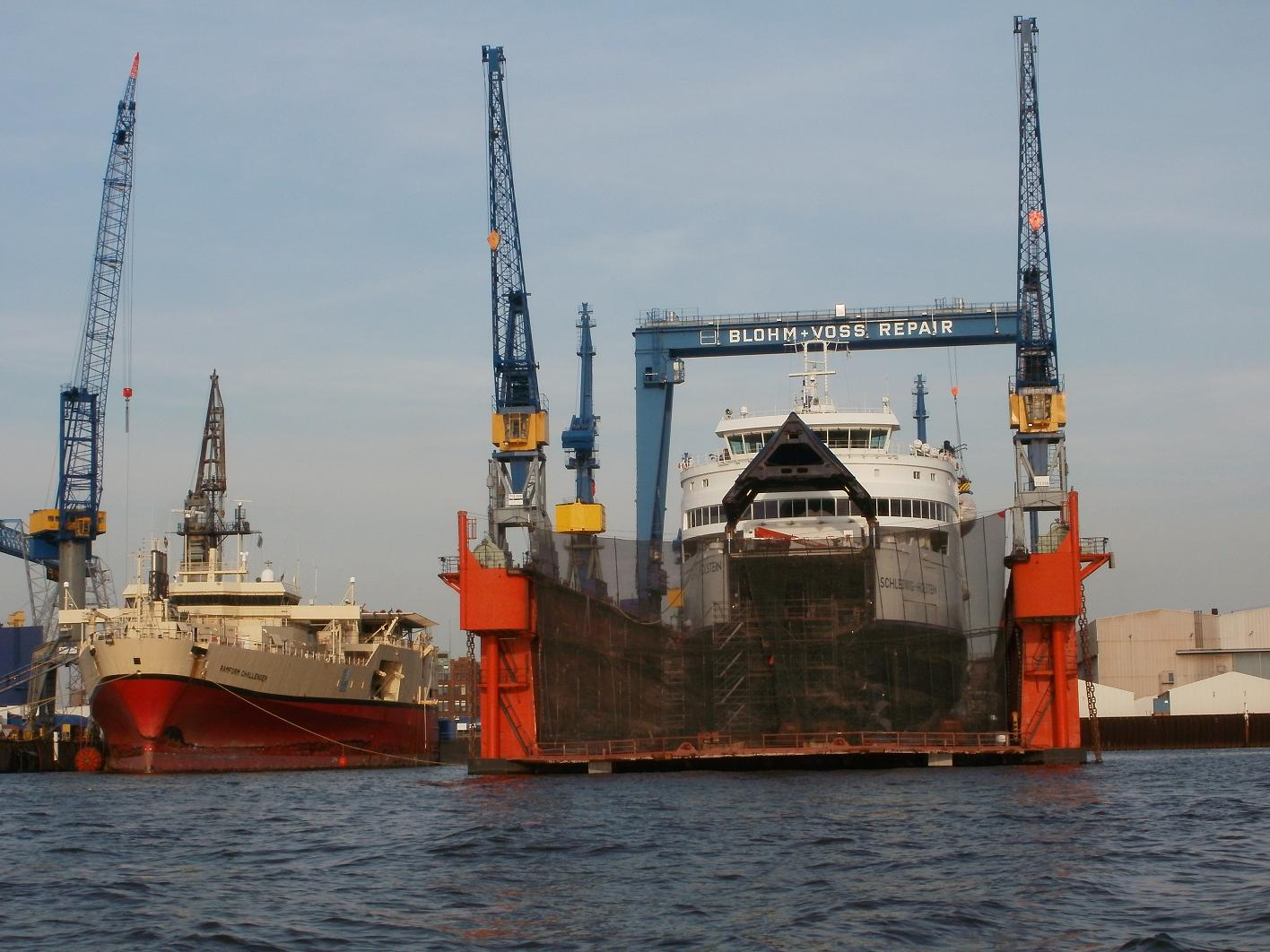
Loď v plovoucím doku (Hamburk)

## Suchý dok
Suchý dok je vodní nádrž na břehu řeky nebo moře, kterou lze uzavřít vraty (jako plavební komoru). Loď do ní vpluje, a když se uzavřou vrata a voda z doku vyčerpá, dosedne loď na připravené podpěry a dá se opravovat. U velkých doků se místo vrat užívají speciální plavidla, která přesně dosednou na vpust doku a tak jej uzavřou. Největší současné suché doky mají délku až 660 m.

## Plovoucí dok
Plovoucí dok je velké, obvykle ocelové plavidlo s trupem ve tvaru žlabu a s velkými vodními komorami. Když se komory naplní, plavidlo klesne tak, že do něj loď může vplout. Vyčerpáním vody z komor se dok vynoří z vody a loď dosedne na podpěry na jeho dně. Musí být ovšem pečlivě vyvážena, případně podepřena i ze stran.

## Historie
Nejstarší suché doky z poloviny třetího tisíciletí př. n. l. byly objeveny v Egyptě, na pobřeží Rudého moře asi 120 km jižně od Suezu, a v přístavu Lóthal při řece Indu v dnešním Pákistánu. Myšlenka plovoucího doku vznikla patrně v Itálii v polovině 16. století, roku 1691 dal dánský admirál Henrik Span postavit plovoucí dok, jehož podoba je zachycena na dobové medaili. První moderní plovoucí dok postavila roku 1893 firma Gilbert v USA.